# Smarketing
Smarketing  là quá trình tích hợp các quy trình bán hàng và tiếp thị của một doanh nghiệp. Mục tiêu là để các chức năng bán hàng và tiếp thị có cách tiếp cận tích hợp chung. Điều này có thể dẫn đến tăng trưởng doanh thu hàng năm lên đến 20%, theo một nghiên cứu trong năm 2010. Mục tiêu là quảng bá sản phẩm hoặc dịch vụ cho những người mua tiềm năng và đồng thời tích hợp quy trình này với các hoạt động của bộ phận bán hàng. Các bộ phận tiếp thị và bán hàng phải gặp gỡ thường xuyên và đồng ý với một thuật ngữ chung và sử dụng dữ liệu trong toàn bộ quá trình bán hàng và tiếp thị để xác định các khách hàng tiềm năng và theo dõi họ theo dõi tốt như thế nào. Smarketing hoạt động tốt nhất khi một công ty thực hiện báo cáo vòng lặp kín bằng cách theo dõi thành công của nó với triển vọng cụ thể từ giai đoạn tiếp thị thông qua nỗ lực bán hàng trực tiếp. Theo một nguồn tin, Smarketing bắt đầu vào khoảng năm 2000 nhờ khả năng duyệt web được cải thiện.